# Berberisfältmätare
Berberisfältmätare, Pareulype berberata är en fjärilsart som beskrevs av Michael Denis och Ignaz Schiffermüller, 1775. Berberisfältmätare ingår i släktet Pareulype och familjen mätare. Enligt den svenska rödlistan är arten sårbar i Sverige. Arten förekommer sällsynt i Skåne, Blekinge samt på Öland och Gotland. Arten är funnen i Finlands sydligaste landskap men ytterst sällsynt. Artens livsmiljö är jordbrukslandskap i biotoper som buskmarker, torra gräsmarker och trädbärande gräsmarker Fem underarter finns listade i Catalogue of Life, Pareulype berberata berberata ([Denis & Schiffermüller], 1775), Pareulype berberata maindroni Herbulot, 1977, Pareulype berberata mauretanica (Reisser, 1934), Pareulype berberata nevadensis (Rebel,) och Pareulype berberata sineliturata (Culot, 1919)

## Bildgalleri

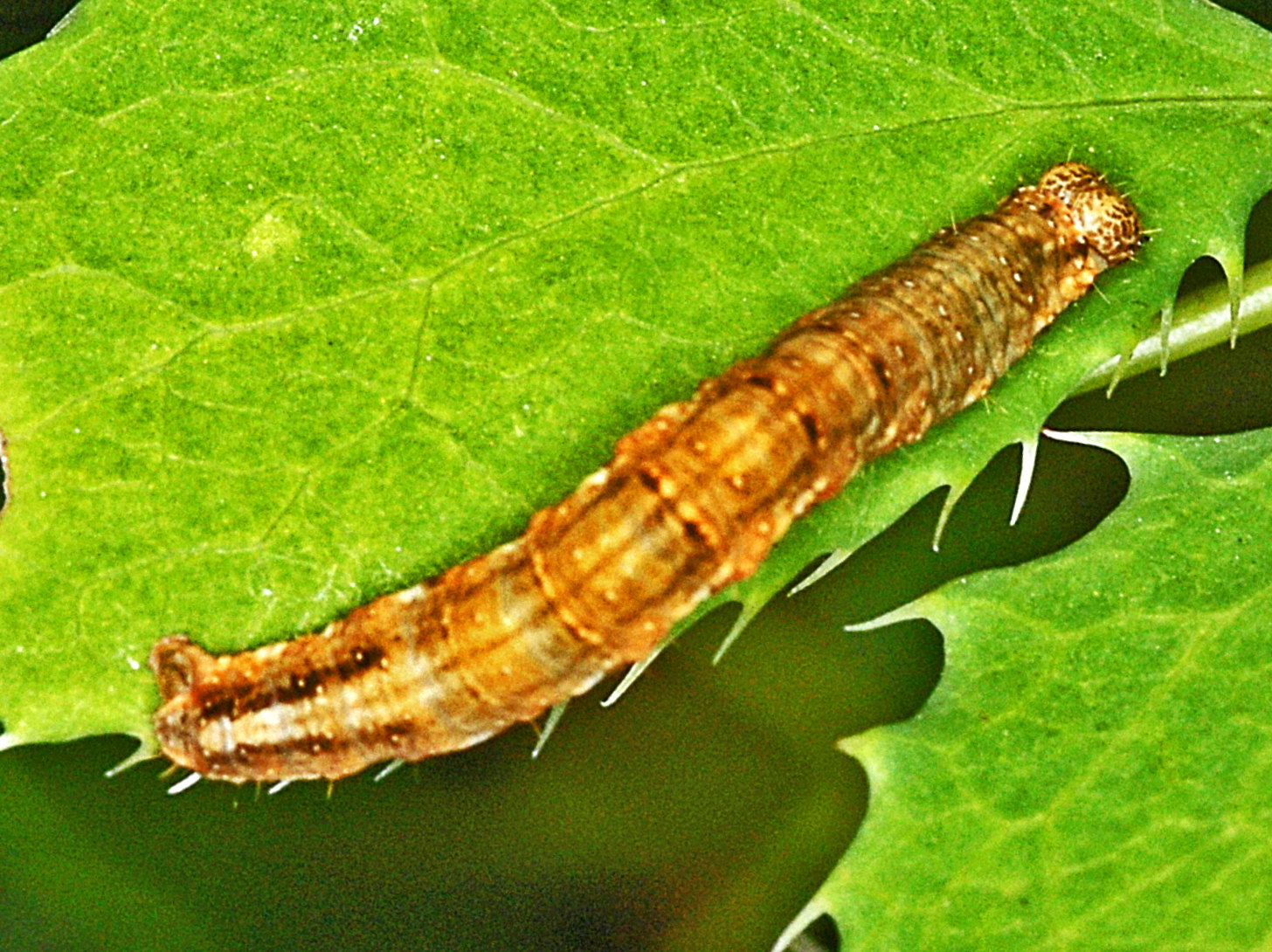
Fjärilens Larv.
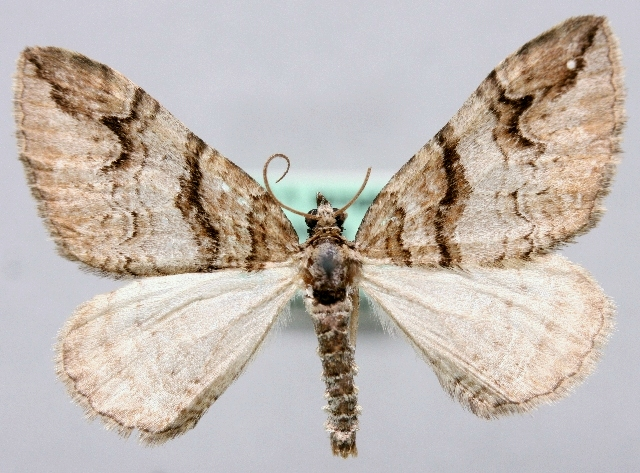
Preparerad (uppnålad) imago fjäril